# Ångkorvetten Frejas långresor
Ångkorvetten Frejas långresor är en förteckning över de långresor som den svenska ångkorvetten Freja genomförde mellan 1886 och 1906.

## 1886–1887
Första långresan. 
Färdväg
1. Sverige, avgick från Karlskrona den 30 oktober 1886 under kommendörkapten C. Lundgren.[1]
2. Plymouth, England, ankom den 4 november 1886.[2]
3. Lissabon, Portugal, ankom den 27 november 1886.[3]
4. Pireus, Grekland, ankom den 16 december 1886.[4]
5. Smyrna, Turkiet.
6. Saloniki, Grekland, ankom 5 januari 1887.[5]
7. Vourla, Grekland
8. Alexandria, Egypten, ankom den 27 januari 1887.[6]
9. Neapel, Italien, ankom den 17 februari 1887.[7]
10. Spezia, Italien, ankom den 7 mars 1887.[8]
11. Genua, Italien, ankom 10 mars 1887.[9]
12. Cartagena, Spanien
13. Gibraltar, ankom den 25 mars 1887.[10]
14. Brest, Frankrike, ankom den 17 april 1887.[11]
15. Sverige, ankom till Karlskrona natten mellan den 28 och 29 april 1887.[12]

## 1887–1888
Färdväg
1. Sverige, avgick från Karlskrona 8 november 1887.[13]
2. Portsmouth, England
3. Funchal, Madeira, Portugal, ankom 27 november 1887.[14]
4. Barbados, Västindien, ankom 20 december 1887.[15]
5. Sankt Vincent, Västindien, ankom 6 januari 1888.[16]
6. Saint Thomas, Virgin Islands, Västindien, ankom 16 januari 1888.[16]
7. San Juan, Puerto Rico, ankom 27 januari 1888.[17]
8. Port au Prince, Haiti, ankom 10 februari 1888.[18]
9. Algeciras, Spanien
10. Gibraltar
11. Alger, Algeriet, ankom 21 mars 1888.[19]
12. Palermo, Sicilien, Italien, ankom 4 april 1888.[20]
13. Malta, Italien, ankom 11 april 1888.[21]
14. Neapel, Italien, ankom 19 april 1888 tillsammans med Balder.[22] Den 24 april 1888 anlände Oscar II till Neapel och tog sig samma dag bostad på skeppet.[23] Avgick med kungen som passagerare mot slutet av april.
15. Sorrento, Italien, ankom 30 april 1888[24] och fortsatte sedan till Palermo under italienska flottans eskort den 1 maj.[25]
16. Philippeville nuvarande Skikda, Algeriet, ankom 3 maj 1888 och avgick samma dag.[26]
17. Alger, Algeriet, ankom 4 maj 1888.[27]
18. Gibraltar, ankom 10 maj 1888.[28]
19. Lissabon, Portugal, ankom 13 maj 1888.[29]
20. Bordeaux, Frankrike, ankom 23 maj 1888.[30]
21. Plymouth, England, ankom 31 maj 1888.[31]
22. Sverige, ankom till Karlskrona den 6 juni 1888.[32]

## 1889–1890
Färdväg
1. Sverige
2. Cherbourg, Frankrike
3. Cadiz, Spanien
4. Malta, Italien
5. Konstantinopel, Turkiet
6. Mytilene, Lesbos, Grekland
7. Smyrna, Turkiet
8. Alexandria, Egypten
9. Genua, Italien
10. Toulon, Frankrike
11. Gibraltar
12. Kristiansand, Norge
13. Sverige

## 1890–1891
Färdväg
1. Sverige
2. Arendal, Norge
3. Portsmouth, England
4. Gibraltar
5. Neapel, Italien
6. Malta, Italien
7. Korfu, Grekland
8. Alexandria, Egypten
9. Pireus, Grekland
10. Chanak, Dardanellerna, Turkiet
11. Konstantinopel, Turkiet
12. Tunis, Tunisien
13. Gibraltar
14. Cherbourg, Frankrike
15. Sverige

## 1893–1894
Färdväg
1. Sverige
2. Plymouth, England
3. Funchal, Madeira, Portugal
4. Toulon, Frankrike
5. Neapel, Italien
6. Missulogi
7. Patras, Grekland
8. Kalamaki, Korinthkanalen, Grekland
9. Salamis, Grekland
10. Pireus, Grekland
11. Milos, Grekland
12. Alexandria, Egypten
13. Valletta, Malta, Italien
14. Alger, Algeriet
15. Cartagena, Spanien
16. Gibraltar
17. Cherbourg, Frankrike
18. Sverige

## 1895–1896
Fartygschef var kommendörkapten Otto Lindbom (1846–1905).
Färdväg
1. Karlskrona Avseglade 2 oktober 1895
2. Le Havre, Frankrike
3. Plymouth, England
4. Lissabon, Portugal
5. Santa Cruz de Tenerife, Teneriffa, Kanarieöarna, Spanien
6. Bridgetown, Barbados
7. Port of Spain, Trinidad
8. Roseau, Dominica, Västindien
9. Gustavia, Saint Barthélemy, Västindien Anlöpte 28 december 1895, avseglade 2 januari 1896
10. Saint Thomas, Virgin Islands, Västindien
11. Cartagena, Colombia
12. Kingston, Jamaica
13. Port Royal, Jamaica
14. Havanna, Kuba
15. Grassy Bay, Bermuda, Västindien
16. Ponta Delgada, Azorerna
17. Dartmouth, England
18. Karlskrona Anlöpte 29 april 1896

## 1897
Färdväg
1. Sverige
2. Reykjavik, Island
3. Torshamn, Färöarna, Danmark
4. Trondheim, Norge
5. Sverige

## 1897–1898
Färdväg
1. Sverige
2. Margate, England
3. Portsmouth, England
4. Funchal, Madeira, Portugal
5. Sankt Vincent, Västindien
6. Buenos Aires, Argentina
7. Kapstaden, Sydafrika
8. Banana Point
9. Sankt Vincent, Västindien
10. Horta, Azorerna
11. Brest, Frankrike
12. Sverige

## 1898–1899
Färdväg
1. Sverige
2. Spithead, England
3. Teneriffa, Kanarieöarna, Spanien
4. Gibraltar
5. Toulon, Frankrike
6. Pireus, Grekland
7. Alexandria, Egypten
8. Malta, Italien
9. Gibraltar
10. Dartmouth, England
11. Sverige

## 1901
Färdväg
1. Sverige
2. Kiel, Tyskland
3. Cadiz, Spanien
4. Plymouth, England
5. Amsterdam, Nederländerna
6. Sverige

## 1901–1902
Färdväg
1. Sverige
2. Kiel, Tyskland
3. Gibraltar
4. Alger, Algeriet
5. Cartagena, Spanien
6. Bizerte, Tunisien
7. Smyrna, Turkiet
8. Paros, Kykladerna, Grekland
9. Pireus, Grekland
10. Malta, Italien
11. Neapel, Italien
12. Capri, Italien
13. Amalfi, Italien
14. Neapel, Italien
15. Amalfi, Italien
16. Palermo, Sicilien, Italien
17. Cartagena, Spanien
18. Dartmouth, England
19. Sverige

## 1902–1903
Färdväg
1. Sverige
2. Hotenau, Tyskland
3. Brunsbüttel, Tyskland
4. Plymouth, England
5. Madeira, Portugal
6. Point á Pitre, Guadeloupe, Västindien
7. Port of Spain, Trinidad
8. Cartagena, Colombia
9. Kingston, Jamaica
10. Santiago de Cuba, Kuba
11. Lissabon, Portugal
12. Sverige

## 1903
Färdväg
1. Sverige
2. Cherbourg, Frankrike
3. Queenstown, nuvarande Cobh i Irland
4. Trondheim, Norge
5. Sverige

## 1904–1905
Färdväg
1. Sverige
2. Kiel, Tyskland
3. Portsmouth, England
4. Bordeaux, Frankrike
5. Lissabon, Portugal
6. Cadiz, Spanien
7. Alger, Algeriet
8. Funchal, Madeira, Portugal, anlände 30 januari 1905.[33]
9. Ponta Delgada, Azorerna, anlände 16 februari 1905.[34]
10. Vigo, Spanien, anlände 1 mars 1905.[35]
11. Plymouth, England. Telegram om att Freja anlänt Plymouth den 15 mars 1905 publicerades i flera tidningar någon dag därefter.[36] Senare rapporter gjorde gällande att Freja lämnade Vigo den 18 mars för att den 21 mars ha varit nära att förlisa i Engelska kanalen på väg till Plymouth.[37]
12. Sverige, anlände i Strömstad den 2 april 1905.[38]

## 1905–1906
Färdväg
1. Sverige
2. Porto Santo, Madeira, Portugal
3. Funchal, Madeira, Portugal
4. Cadiz, Spanien
5. Gibraltar
6. Tunis, Tunisien
7. Alexandria, Egypten
8. Konstantinopel, Turkiet
9. Neapel, Italien
10. Villefranche-sur-Mer, Franska rivieran, Frankrike
11. Dartmouth, England
12. Sverige